# جدل در مورد قرآن‌سوزی
جدل در مورد قرآن‌سوزی در سال ۲۰۱۰ به مجموعه مباحث پیرامون یک برنامه قرآن‌سوزی گفته می‌شود که در یک کلیسای کوچک توسط کشیش تری جونز در گینزویل در فلوریدا انجام شد.
زمان این برنامه در نهمین سالگرد حملات یازده سپتامبر گذاشته شده بود که به شدت مورد انتقاد گروه‌های سیاسی و دینی دنیا مانند واتیکان، بان کی مون، باراک اوباما، هیلاری کلینتون قرار گرفت. قانون اساسی آمریکا در قالب حمایت از آزادی بیان مواردی همچون آتش زدن پرچم آمریکا و توهین به نماد ادیان را مورد حفاظت قرار می‌دهد به همین دلیل اقدام قانونی در جهت تعلیق این برنامه صورت نگرفت. این کشیش موقتاً برنامه را لغو کرد و به نیویورک رفت تا با فیصل عبدالرئوف امام جمعه این شهر مذاکره کند و این مسئول محل احداث مسجدی را از منطقه صفر (محل سابق برج‌های تجارت جهانی که در حملات یازده سپتامبر فروریخت) تغییر دهد و تری جونز نیز در عوض برنامه قرآن‌سوزی را لغو کند. او در ده سپتامبر اعلام کرد که این برنامه لغو نشده‌است. ولی در ۱۱ سپتامبر ۲۰۱۰ گفت: «ما قطعاً قرآن‌سوزی نخواهیم داشت؛ نه امروز، نه هیچ وقت دیگر» اما در اسفند ۸۹ اقدام به سوزاندن قرآن در کلیسایش نمود که واکنش شدید اعتراضی مسلمانان مواجه گردید.
این کشیش آمریکایی بازداشت یوسف ندرخانی، کشیش ایرانی را دلیل عمده قرآن‌سوزی اعلام کرده‌است. یوسف ندرخانی، که در زمان دستگیری ۳۳ سال سن داشت، در اکتبر سال ۲۰۰۹، در ایران بازداشت شد. او در ۱۹ سالگی دین خود را از اسلام به مسیحیت تغییر داده و گفته شده بود که به دلیل خودداری از «بازگشت به دین اسلام» با مجازات اعدام روبروست.

## واکنش‌ها در ایران
- در پی این اقدام مردم ایران در شهرهای مختلف با انجام تظاهرات و راهپیمایی جداگانه نسبت به این اقدام اعتراض کردند. تظاهرکنندگان شعارهایی نظیر سوزاندن کلام پروردگار جنایت آمریکای ستمکار، جانم فدای قرآن، کشیش آمریکایی اعدام باید گردد و اهانت به قرآن نقشه استکبار است، مسلمان با غیرت از این فتنه بیزار است سر می‌دادند.[۱۰]
- در اعتراض به هتک حرمت قرآن، بازار تهران و شهرهای بزرگ ایران همچون تبریز، کرمان و قم فعالیت خود را تعطیل کردند و به راهپیمایی پرداختند.[۱۱]
- بر اساس دعوتی از جانب شورای هماهنگی تبلیغات اسلامی، بعد از نماز جمعه ۲۶ شهریور، نمازگزاران در اعتراض به این عمل دست به تظاهرات در شهرهای مختلف ایران زدند. نمازگزاران در انتهای این راهپیمایی قطعنامه‌ای را در ۶ بند صادر کردند که در این قطعنامه بر ضرورت تدوین منشور جهانی جهت جلوگیری از توهین به مقدسات تأکید شد.[۱۲]
- سیدعلی خامنه‌ای در پیامی به مردم ایران و مسلمانان، صهیونیست نهفته درون دولت آمریکا را طراح اصلی این واقعه دانست و تأکید کرد دولت آمریکا برای اثبات ادعای خود دربارهٔ دخالت نداشتن در این رویداد، باید عوامل اصلی قرآن‌سوزی را محکوم کند.[۱۳]
- وزارت فرهنگ و ارشاد اسلامی اعلام کرد به ازای هر قرآن سوخته شده یک میلیون قرآن چاپ و در کشورهای غربی توزیع می‌گردد. بر این اساس ۲۳ میلیون نسخه قرآن با ترجمه انگلیسی چاپ و در آمریکا توزیع می‌گردد.[۱۴]
- ارامنه ایران در روز جمعه-دوم مهر، تظاهراتی اعتراضی در تهران نسبت به هتک حرمت قرآن انجام دادند. این راهپیمایی به دعوت اسقف اعظم سبوه سرکیسیان و گئورگ وارطان نماینده ارامنه تهران در مجلس شورای اسلامی، از ساعت ۱۶ و از مقابل کلیسای گریگور انجام شد.[۱۵]

## واکنش در افغانستان
در ۱ آوریل سال ۲۰۱۱، هزاران نفر در اعتراض به این قرآن‌سوزی، به مقر سازمان ملل در مزار شریف حمله کردند و نزدیک به ۲۰ نفر از کارکنان آن را به قتل رساندند و دو نفر از کارکنان خارجی را نیز سربریدند. سه تن از کارکنان اروپایی که اهل نروژ، سوئد و رومانی بودند، چهار محافظ نپالی و شماری از کارکنان افغان به دست حمله کنندگان کشته شدند. در ادامه این درگیری‌ها، چندین نفر که چادر و روبنده به‌سر داشتند با مسلسل و آرپی‌جی به یک پایگاه ناتو در کابل حمله کردند که در جریان این حمله، چند تن از حمله‌کنندگان کشته و سه سرباز ناتو نیز زخمی شدند.

## اقدامات مشابه و متقابل
در آفریقای جنوبی گروهی از مسلمان سعی در جلوگیری از به آتش کشیدن انجیل کرده  و در پاکستان نیز، مسلمانانی که سعی در سوزاندن انجیل به تلافی سوزاندن قرآن در فلوریدا نموده بودند دستگیر شدند.